# Маркуші (Бердичівський район)
Маркуші́ — село в Україні, у Бердичівському районі Житомирської області.
Засноване 1594 року, населення — 632 за переписом 2001 року. Відстань до райцентру становить близько 13 км і проходить автошляхом Р31.

## Історія
Станом на 1885 рік у колишньому власницькому селі Бистрицької волості Бердичівського повіту Київської губернії мешкало 535 осіб, налічувалось 84 дворових господарства, існували православна церква, школа, постоялий будинок і 2 водяних млини.
За переписом 1897 року кількість мешканців зросла до 1216 осіб (444 чоловічої статі та 772 — жіночої), з яких 876 — православної віри.
У 1932–1933 роках село постраждало від Голодомору. Тоді у Маркушах голодувало 30 сімей. Приблизно половина голодуючих були колгоспниками.

## Населення
Згідно з переписом УРСР 1989 року чисельність наявного населення села становила 673 особи, з яких 273 чоловіки та 400 жінок.
За переписом населення України 2001 року в селі мешкало 630 осіб.

### Мова
Розподіл населення за рідною мовою за даними перепису 2001 року:
| Мова       | Відсоток |
| ---------- | -------- |
| українська | 99,21 %  |
| російська  | 0,63 %   |
| німецька   | 0,16 %   |

## Постаті
- Бевз Валентина Григорівна (1955—2021) — доктор педагогічних наук, професор.